# 卫生学校
又称，一般是指那些专门培养护理人员的专科学校。
卫生学校的专业基本以护理为主，主要培养医院中的护理人员。

## 一览

### 中國大陸
- 安徽中医药高等专科学校
- 福建省泉州医学高等专科学校
- 广东省潮州卫生学校
- 湖南中医药高等专科学校
- 湖南省邵阳医学高等专科学校
- 云南省曲靖医学高等专科学校

### 香港
公立醫院
醫院管理局轄下開設3所護士學校：
- 明愛醫院普通科護士學校[2]
- 伊利沙伯醫院普通科護士學校[2]
- 屯門醫院普通科護士學校[2]

私家醫院
- 仁安醫院護士訓練學校
- 養和醫院護士學校
- 聖德肋撒醫院護士學校
- 香港浸信會醫院護士學校

### 中華民國
台灣已知的護理學校，幾乎都是私立居多，較集中於中南部：
- 馬偕醫護管理專科學校
- 耕莘健康管理專科學校
- 康寧醫護暨管理專科學校
- 新生醫護管理專科學校
- 聖母醫護管理專科學校
- 仁德醫護管理專科學校
- 育英醫護管理專科學校
- 敏惠醫護管理專科學校
- 崇仁醫護管理專科學校
- 國立臺南護理專科學校
- 慈惠醫專
- 樹人醫專
- 中華醫專

在醫學大學中有附設護理科系的學校：
- 台北醫學大學
- 國立陽明交通大學
- 長庚大學
- 中國醫藥大學
- 中山醫學大學
- 高雄醫學大學
- 慈濟大學